# Vườn quốc gia Tandooreh
Tandooreh (tiếng Ba Tư: تندوره) là một vườn quốc gia nằm ở phía đông bắc của Iran, gần thành phố Dargaz, thuộc tỉnh Razavi Khorasan, gần biên giới với Turkmenistan. Vườn quốc gia này có diện tích 73.435 mẫu Anh.
Đây là khu vực có sự đa dạng về động thực vật cao, với 373 loài được xác định, trong đó có sung, Tầm xuân, Chi Liễu, Berberis, Ferula, Họ Hoa tán..cùng vô số các loài cây chữa bệnh quý.
Về động vật, đây là khu vực của 18 loài rắn, 6 loài thằn lằn cùng các loài khác như rùa, chim thiên đường, gà lôi, Cắt lưng hung, kền kền, Đại bàng hoàng đế phương Đông, đại bàng vàng, Đại bàng nâu, cú, Trĩ đỏ, Chim re quạt...